# Balaoan
Balaoan is een gemeente in de Filipijnse provincie La Union in het noordwesten van het eiland Luzon. Bij de laatste census in 2007 had de gemeente bijna 37 duizend inwoners.

## Geografie

### Bestuurlijke indeling
Balaoan is onderverdeeld in de volgende 36 barangays:
| - Apatut - Ar-arampang - Baracbac Este - Baracbac Oeste - Bet-ang - Bulbulala - Bungol - Butubut Este - Butubut Norte - Butubut Oeste - Butubut Sur - Cabuaan Oeste | - Calliat - Calungbuyan - Camiling - Guinaburan - Masupe - Nagsabaran Norte - Nagsabaran Sur - Nalasin - Napaset - Pagbennecan - Pagleddegan - Pantar Norte | - Pantar Sur - Pa-o - Almieda - Paraoir - Patpata - Dr. Camilo Osias Pob. - Sablut - San Pablo - Sinapangan Norte - Sinapangan Sur - Tallipugo - Antonino |

## Demografie
Balaoan had bij de census van 2007 een inwoneraantal van 36.829 mensen. Dit zijn 3.043 mensen (9,0%) meer dan bij de vorige census van 2000. De gemiddelde jaarlijkse groei komt daarmee uit op 1,20%, hetgeen lager is dan het landelijk jaarlijks gemiddelde over deze periode (2,04%). Vergeleken met de census van 1995 is het aantal mensen met 5.409 (17,2%) toegenomen.

De bevolkingsdichtheid van Balaoan was ten tijde van de laatste census, met 36.829 inwoners op 69 km², 533,8 mensen per km².

## Geboren in Balaoan
- Camilo Osias (23 maart 1889), afgevaardigde, senator en schrijver (overleden 1976);
- Magnolia Antonino (14 december 1915), afgevaardigde en senator (overleden 2010).